# Ampharete
Ampharete är ett släkte av ringmaskar som beskrevs av Anders Johan Malmgren 1866. Ampharete ingår i familjen Ampharetidae.

## Dottertaxa tillAmpharete, i alfabetisk ordning[1][2]
- Ampharete acutifrons
- Ampharete agulhasensis
- Ampharete americana
- Ampharete arctica
- Ampharete baltica
- Ampharete borealis
- Ampharete capensis
- Ampharete crassiseta
- Ampharete debrouweri
- Ampharete eupalea
- Ampharete falcata
- Ampharete finmarchica
- Ampharete gagarae
- Ampharete goeesi
- Ampharete goesi
- Ampharete grubei
- Ampharete homa
- Ampharete johanseni
- Ampharete kerguelensis
- Ampharete kudenovi
- Ampharete labrops
- Ampharete lindstroemi
- Ampharete longipaleolata
- Ampharete macrobranchia
- Ampharete minuta
- Ampharete octocirrata
- Ampharete parvidentata
- Ampharete petersenae
- Ampharete reducta
- Ampharete saphronovae
- Ampharete setosa
- Ampharete sibirica
- Ampharete sombreriana
- Ampharete trilobata
- Ampharete vega